# 제2전차사단 (일본군)
전차 제2사단(일본어: 戦車第2師団 센샤 다이니시단[*])은 일본 제국 육군의 4개 기갑사단 중 하나였다. 통칭호는 撃 げき[*]

## 역사
1942년 6월, 전차병과 창설에 따라 기병여단을 기반으로 창설되었다. 전차 제1사단과 함께 1942년 7월 4일부터 1943년 10월 30일까지 기갑군에 예속되었다.
1945년 1월, 제2차 필리핀 전역에서 링가옌만에 상륙한 미국군을 상대하던 공병대는 5월 루손 전투에서 전멸하였다. 2월, 전차 제11연대는 제91사단으로 전속되어 쿠릴 열도에서 소련-일본 전쟁의 쿠릴 열도 상륙 작전에 참전하였다. 수색대는 전차 제27연대로 개편되어 오키나와의 제24사단, 방공대는 제20군으로 전속하였다.
사단은 필리핀 전역에서의 전멸 이후, 교육훈련부대로 재편성되었다.

## 구조

### 지휘부
사단장
1. 중장 오카다 다스쿠; 1942년 9월 20일 ~ 1943년 12월 27일[1]
2. 중장 이와나카 요시하루; 1943년 12월 27일 ~ 종전[2]

참모장
1. 중령/대령 모리 이와오; 1942년 7월 19일 ~ 종전[3]
2. 대령 신도 다키오; 1945년 4월 20일 ~ 종전[4]

### 소속
- 기갑군, 1942년 7월 4일
- 제14방면군, 1944년 7월
- 제36군, 1945년 3월

### 전투 서열
초기
- 전차 제3여단
  - 전차 제6연대
  - 전차 제7연대
- 전차 제4여단
  - 전차 제6연대
  - 전차 제7연대
  - 전차 제10연대
- 기동보병 제2연대
- 기동포병 제2연대
- 사단 속사포대
- 사단 수색대[fn 1]
- 사단 방공대[fn 2]
- 사단 공병대
- 사단 정비대
- 사단 치중병대
- 사단 통신대

종전
- 전차 제3여단
  - 전차 제6연대
  - 전차 제7연대
  - 전차 제10연대
- 기동보병 제2연대
- 기동포병 제2연대
- 사단 속사포대
- 사단 공병대
- 사단 정비대
- 사단 치중병대
- 사단 통신대
- 환자수용대

## 기록

### 계보
- 1938년 3월 1일, 第2戦車団 だいいちせんしゃだん[*]
→제2전차단
- 1942년 4월 1일, 戦車第2師団 せんしゃだいにしだん[*]
→전차 제2사단

## 참고

### 인용
1. ↑  Toyama 1981, 291-292쪽.
2. ↑  Toyama 1981, 351쪽.
3. ↑  Toyama 1981, 434쪽.
4. ↑  Toyama 1981, 445쪽.
5. ↑  《軍令陸第42号》 (일본어), 1942년 6월 24일

### 자료
- Drea, Edward J. (1998). 〈Japanese Preparations for the Defense of the Homeland & Intelligence Forecasting for the Invasion of Japan〉. 《In the Service of the Emperor:  Essays on the Imperial Japanese Army》 (영어). University of Nebraska Press. ISBN 0-8032-1708-0.
- Frank, Richard B. (1999). 《Downfall: The End of the Imperial Japanese Empire》 (영어). New York: Random House. ISBN 0-679-41424-X.
- Jowett, Bernard (1999). 《The Japanese Army 1931-45 (Volume 2, 1942-45)》 (영어). Osprey Publishing. ISBN 1-84176-354-3.
- Madej, Victor (1981). 《Japanese Armed Forces Order of Battle, 1937-1945》 (영어). Game Publishing Company. ASIN B000L4CYWW.
- Rottman, Gordon L.; Takizawa, Akira (2008). 《World War II Japanese Tank Tactics》 (영어). Osprey Publishing. ISBN 978-1846032349.
- Skates, John Ray (1994). 《The Invasion of Japan: Alternative to the Bomb Downfall》 (영어). New York: University of South Carolina Press. ISBN 0-87249-972-3.
- Tomczyk, Andrzej (2007). 《Japanese Armor Vol. 5》 (영어). AJ Press. ISBN 978-8372371799.
- 秦郁彦 (2005). 《日本陸海軍総合事典》 (일본어) 2판. 東京大学出版会.
- 外山操 (1987).  森松俊夫, 편집. 《帝国陸軍編制総覧》 (일본어). 芙蓉書房.
- 外山操 (1981). 《陸海軍将官人事総覧 陸軍篇》 (일본어). 芙蓉書房.
- 《太平洋戦争師団戦史》. 別冊歴史読本 戦記シリーズNo.32 (일본어). 新人物往来社. 1996.